# Gargano

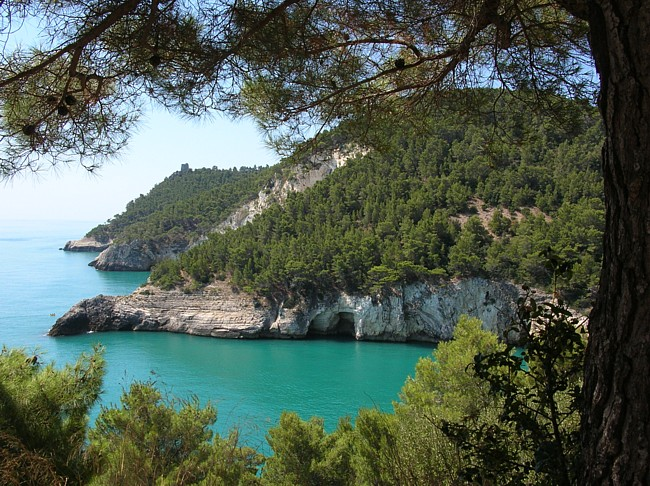
Costa de Gargano.

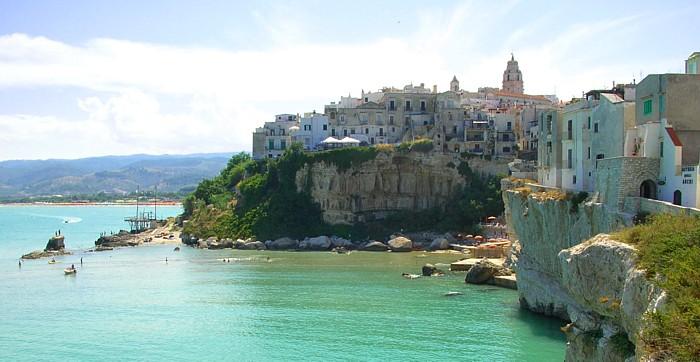
Vieste.

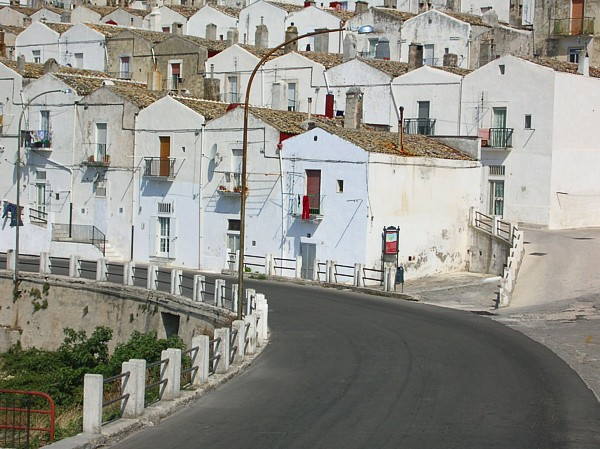
Monte Sant'Angelo.

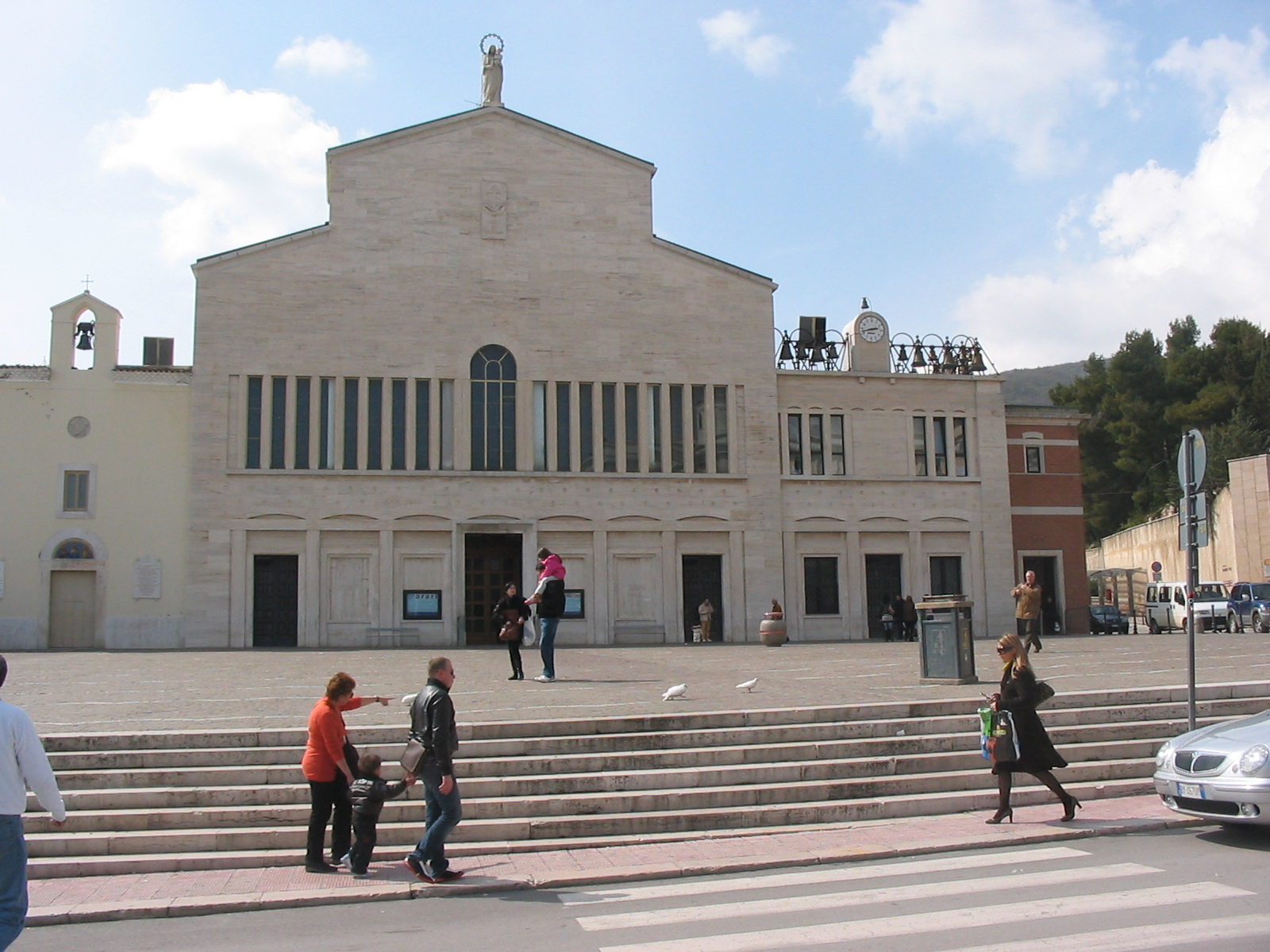
Capilla del Padre Pío en San Giovanni Rotondo, Foggia, ciudad turística visitada principalmente por fieles de este santo.

Gargano es el nombre que recibe un macizo montañoso, y, por extensión, una importante península en el sureste de Italia, que forma la «espuela» de la «bota» de la península itálica.
Esta región natural se ubica en la provincia de Foggia, norte de la región de Apulia, se corresponde principalmente con el macizo llamado «Espolón de Italia» (Sperone d'Italia), el cual se prolonga 70 kilómetros hacia el este sobre el mar Adriático, formando un cabo redondeado llamado Testa del Gargano (Cabeza del Gargano), y delimita por el norte al golfo de Manfredonia; mientras que hacia el oeste se entronca sutilmente con los Subapeninos, mediante las elevaciones llamadas Montes Daunos. En total la región comprehende unos 2015 km², y es el núcleo del parque nacional del Gargano, creado en 1995, que incluye como anexo al cercano archipiélago de las Islas Tremiti. 
En cuanto sistema montañoso, el Gargano es el único ubicado enteramente en la Apulia. Este en su origen era una isla que se unió a la tierra firme por la colmatación de la zona que hoy corresponde al llano o valle del Tavoliere delle Puglie, tal colmatación se produjo merced a la progresiva acumulación de depósitos aluvionales aportados principalmente por el torrente Candelaro, que hoy corre en dirección sudeste por el mencionado valle del Tavoliere. La costa litoral noroccidental es baja y arenosa e incluye a la laguna costera llamada lago de Varano y al istmo que encierra (contiguamente al oeste del anterior lago) al lago de Lesina, el resto de las costas del Gargano, y sobre todo las orientales y meridionales, son bastante elevadas y constituidas por acantilados kársticos de color blanco y frecuentes farallones.
El macizo montañoso está constituido por rocas calcáreas y tiene su cumbre en el Monte Calvo (de 1056 m s. n. m.), que se ubica en las coordenadas 41°44′00″N 15°45′00″E / 41.73333, 15.75000 (prácticamente en el centro de la región del Gargano). El terreno calcáreo implica la existencia de un curioso relieve kárstico, teniendo entre sus aspectos más interesantes a numerosas grutas que fueron habitadas por humanos desde el paleolítico.
La zona más interna de la región se encuentra recubierta de densas forestas en las que predominan los robles, entre las que destaca la selva conocida como Foresta Umbra. 
Los habitantes tienden a ubicarse en los centros costeros como Manfredonia (la principal ciudad y puerto), Vieste, Mattinata, Rodi Garganico y Peschici, o al pie de las montañas como ocurre con San Giovanni Rotondo, San Nicandro Garganico, San Marco in Lamis, Carpino, Ischitella, Vico del Gargano, Cagnano Varano y Monte Sant'Angelo; estas localidades poseen numerosos santuarios medievales donde se ha desarrollado un gran fervor religioso reactivado en el siglo XX por la actividad del célebre Padre Pio (o Pío de Pietrelcina).

## Economía
Actualmente la principal actividad es el turismo, la agricultura, la explotación de yacimientos de bauxita, y una significativa pesca marítima y lacustre.

## Municipios
- Cagnano Varano
- Carpino
- Ischitella
- Islas Tremiti
- Lesina
- Manfredonia
- Mattinata
- Monte Sant'Angelo
- Peschici
- Rignano Garganico
- Rodi Garganico
- San Giovanni Rotondo
- San Marco in Lamis
- San Nicandro Garganico
- Vico del Gargano
- Vieste